# Республиканская улица (Ярославль)
Республика́нская у́лица (бывшая Духовская улица) — улица в центральной части города Ярославля. Лежит между Которосльной набережной и улицей Полушкина Роща. Нумерация домов ведётся со стороны Полушкиной Рощи.

## История
Улица проложена в ходе перестройки города по регулярному плану 1778 года и получила название Духовская по располагавшейся на ней церкви Святого Духа.
В 1918 году коммунисты переименовали Духовскую улицу в Республиканскую из идеологических соображений. В 1938 году снесли церковь Святого Духа и на её месте построили здание управления НКВД («Серый дом»).

## Здания
- № 3 — Культурно-коммерческий комплекс «Красный маяк»
- № 7 — ТЦ «Флагман»
- № 7а — Кинотеатр «Родина» (закрылся в 2020 г.)
- № 18 — Бывшее здание городской больницы[2]
- № 20 — Бывший дом Копыльцова[2]
- № 23 — Следственное управление УМВД России по Ярославской области, здание построено в 1936 году по проекту архитектора Н. П. Папина
- № 29 — Бывший дом Чувалдина[3]
- № 30а — Департамент дорожного хозяйства и транспорта Ярославской области
- № 33 — Бывший дом А. В. Энгельгардта, отца академика В. А. Энгельгардта[2]
- № 35 — Территориальное управление Федерального агентства по управлению федеральным имуществом по Ярославской области, Бывшая усадьба Федосеева[4]
- № 37 — Бывший дом Топлениновых[5]
- № 38 — Бывший дом Рожкова, построенный в 1914 году[6]
- № 40 — Усадьба Праведникова (XIX век). Деревянный флигель 1848 года постройки, стилизованный под каменный особняк, был снесён в феврале 2021 года[7].
- № 42 — Государственная Академия Промышленного Менеджмента им. Н. П. Пастухова
- № 47 — Бывший дом Фалька[8]
- № 49 — Территориальная администрация Кировского района города Ярославля. Здание построено в 1858 году, до революции принадлежало Совету Попечительства Бедных[9]
- № 51 — Центр детско-юношеского технического творчества (Юный техник), бывший дом Рословой[10]
- № 53 — Бывший дом архитектора Иоганна Окерблома, построенный в 1902 году[11]
- № 56 — Детская школа искусств имени Л. В. Собинова МОУ ДОД
- № 58 — Жилой дом, построенный в 1935 году[12]
- № 61 — Типография ОАО «Полиграфия»
- № 68 — Бывшая усадьба Кузнецова[13]

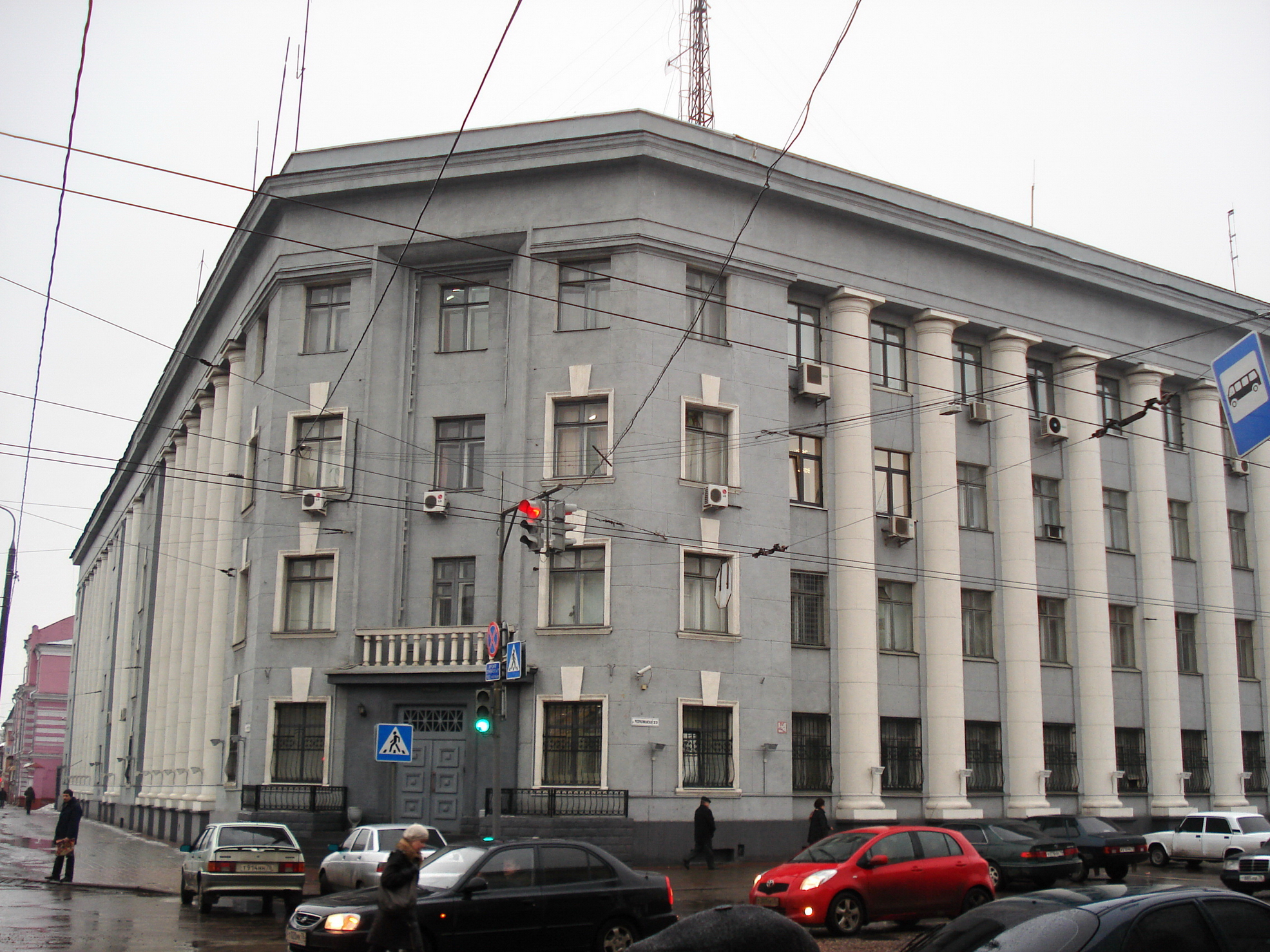
Здание УВД (№ 23) в 2009 году

- № 75б — Бывший дом Ремесленной управы[14]
- № 81 — Бывший дом Горшковых—Никуличевых[15]
- № 82 — Бывший дом Смолина[16]

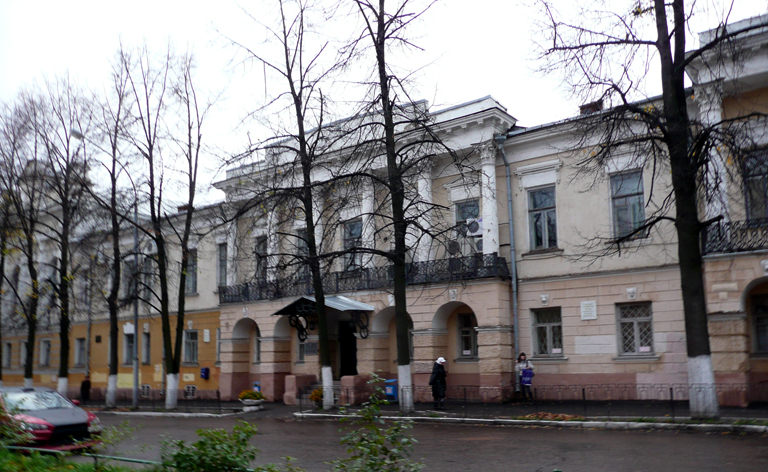
Главное здание ЯГПУ (№ 108)

- № 108 — Главное здание ЯГПУ, бывшая усадьба Горяинова и бывшее здание епархиального училища[17] Ранее в здании существовала Домовая церковь Покрова Пресвятой Богородицы и Марии Магдалины при женском Ионафановском епархиальном училище (1887, архитектор Н. И. Поздеев).